# Puderbach (Familienname)
Puderbach ist ein deutscher Familienname.

## Herkunft des Namens
Der Name leitet sich als Herkunftsname vom Orts- oder Gewässernamen Puderbach ab. Als Herkunftsorte kommen infrage:
- der Ort Puderbach im Westerwald
- der Ortsteil Puderbach (Wittgenstein)
- der Bach Puderbach (Bach) in Wittgenstein

## Herkunft der Familien
Die meisten Familien mit Namen Puderbach kommen aus der Umgebung der oben genannten Orte. Im Speziellen kommt gibt es besonders viele Namensträger in der Gemeinde Oberhonnefeld-Gierend, die nur ca. 10 km von Puderbach entfernt ist.

## Namensträger
- Herbert Puderbach: Musiker, schrieb 1973 den Schlussbeitrag im Buch „Vom Stadtmusicus zum Philharmonischen Orchester. 550 Jahre Musik in Bochum.“